# Disziplinararrest
Disziplinararrest ist eine Disziplinarmaßnahme beim Militär, die von einem militärischen Disziplinarvorgesetzten verhängt werden kann. In der Schweiz können Disziplinarstrafen auch vom Auditor oder einem Militärgericht verhängt werden.

## Deutschland
In Deutschland handelt es sich hierbei um eine einfache Disziplinarmaßnahme gemäß § 26 Wehrdisziplinarordnung, die „in einfacher Freiheitsentziehung“ besteht. Der Disziplinararrest hat eine Länge von mindestens 3 bis maximal 21 Tagen.
Der Disziplinararrest kann mit Zustimmung des zuständigen Truppendienstgerichts bis zu einer Länge von sieben Tagen von einem Disziplinarvorgesetzten auf der Ebene eines Kompaniechefs, darüber hinaus bis zu einer maximalen Länge von 3 Wochen auf der Ebene eines Bataillonskommandeurs sowie auf der Ebene eines Regimentskommandeurs verhängt werden. Auf verhängten Disziplinararrest werden Jugendstrafen auf Bewährung addiert und mit diesem vollzogen. Soldaten mit einem Disziplinararrest von 21 Tagen gelten als vorbestraft und es erfolgt grundsätzlich eine Entlassung aus dem Dienst.
Der Disziplinararrest entspricht nicht dem Strafarrest im Sinne des Wehrstrafgesetzes, der von ordentlichen Gerichten unter anderem bei Wehrstraftaten verhängt werden kann.
Im Jahr 2006 wurden 1078 Disziplinararreste vollzogen. In der Mehrheit handelte es sich um Arreste bis zu 7 Tagen.

## Schweiz
In der Schweiz dauert der Arrest mindestens einen Tag, längstens zehn Tage. Er wird in Einzelhaft vollzogen. Der Arrestant leistet keinen Dienst, d. h. die Tage in Arrest werden an die Dienstzeit nicht angerechnet. Die Arrestlokale müssen den gesundheitspolizeilichen Anforderungen genügen. Der Arrestant muss täglich Gelegenheit zur Körperpflege erhalten und vom zweiten Tag an für eine Stunde täglich abgesondert ins Freie geführt werden. Der Arrestant darf in der Regel keine Besuche empfangen. Versand und Empfang von Briefpost sind zulässig. Dem Arrestanten sind vor Strafantritt die entbehrlichen Gegenstände gegen Quittung abzunehmen. Ihm sind eine Zeitung pro Tag, Schreibmaterial, religiöse Schriften und militärische Dienstvorschriften zu überlassen. Der unmittelbar vorgesetzte Kommandant beziehungsweise die zivile Vollzugsbehörde kann darüber hinaus weitere Literatur zulassen (Art. 190 des Militärstrafgesetzes).
In der Schweiz wird nicht zwischen Disziplinar- und Strafarrest unterschieden. Die früher übliche Unterscheidung zwischen leichtem und scharfem Arrest – bei ersterem musste der Soldat nur nachts oder während des Ausgangs in die Zelle – gibt es nicht mehr. Statt leichtem Arrest werden heute „Bussen“ erteilt.
Ruft eine konkrete Tat nach einer Bestrafung von mehr als zehn Tagen, so sind für deren Verhängung die Organe der Militärjustiz zuständig. Kann der Arrest nicht mehr während des Dienstes vollständig vollzogen werden, etwa weil das Vergehen kurz vor dem Ende des Wiederholungskurses begangen wurde, muss der Arrestant die verbleibende Strafe nachdienstlich in einem zivilen Gefängnis absitzen.